# Cheshmeh-ye Sefīd Āb
Cheshmeh-ye Sefīd Āb (persiska: چشمه سفید آب, چَشمِه سَفيد آب) är en källa i Iran.   Den ligger i provinsen Esfahan, i den centrala delen av landet, 170 km söder om huvudstaden Teheran. Cheshmeh-ye Sefīd Āb ligger 962 meter över havet.
Terrängen runt Cheshmeh-ye Sefīd Āb är platt åt nordost, men åt sydväst är den kuperad. Cheshmeh-ye Sefīd Āb ligger uppe på en höjd. Runt Cheshmeh-ye Sefīd Āb är det ganska glesbefolkat, med 43 invånare per kvadratkilometer. Det finns inga samhällen i närheten. Trakten runt Cheshmeh-ye Sefīd Āb är ofruktbar med lite eller ingen växtlighet.